# Борисов, Михаил Павлович
Михаил Павлович Бори́сов (1924—1945) — ефрейтор Рабоче-крестьянской Красной Армии, участник Великой Отечественной войны, Герой Советского Союза (1945).

## Биография
Михаил Борисов родился в 1924 году в селе Кочкарлей (ныне — Николаевский район Ульяновской области) в крестьянской семье. Получил начальное образование, работал в колхозе. В январе 1942 года был призван на службу в Рабоче-крестьянскую Красную Армию. С того же года — на фронтах Великой Отечественной войны. К июлю 1944 года ефрейтор Михаил Борисов командовал отделением 18-го отдельного моторизованного понтонно-мостового батальона 3-й понтонно-мостовой бригады 13-й армии 1-го Украинского фронта. Отличился во время форсирования Вислы.
31 июля 1944 года в районе населённого пункта Махув в 5 километрах к югу от польского города Тарнобжег отделение Борисова, несмотря на вражеский огонь, оперативно собрало паромы для переправки советских танковых подразделений и в течение полутора суток переправило 48 танков. С 6 по 8 августа 1944 года, несмотря на постоянные авианалёты, отделение работало на строительстве шестидесятитонного моста через Вислу в районе города Баранув-Сандомерски.
Указом Президиума Верховного Совета СССР от 10 апреля 1945 года ефрейтор Михаил Борисов был удостоен высокого звания Героя Советского Союза с вручением ордена Ленина и медали «Золотая Звезда».
Погиб 30 апреля 1945 года.

## Награды
- Орден Красной Звезды (10.4.1944)[2]
- Герой Советского Союза (медаль «Золотая Звезда» и орден Ленина; 10.4.1945)[1]
- медали, в том числе:
  - «За оборону Ленинграда» (август 1943)[1],
  - «За отвагу» (31.10.1943)[1].